# Циганско лято
 Тази статия е за периода от годината.  За филма вижте Сиромашко лято.  
Циганско (сиромашко) лято е период на топло и сухо време в края на месец октомври и през месец ноември. От гледна точка на метеорологията, циганското лято е време на устойчиви антициклони. Според народната метеорология „сиромашкото лято“ може да започне от Димитровден и да продължи до около 40 дни след това.
При по-продължително затопляне през този период може да се наблюдава аномален повторен цъфтеж на някои растения, които по принцип цъфтят само по веднъж в годината.

## Циганското лято в изкуството
„Циганско лято“ е името на:
- втората стихосбирка на ромския поет Васил Чапразов,[1]
- албум на оркестър Карандила,[2]
- стихотворение на Павел Цветков.[3]
- стихотворение на Петър Алипиев.[4]